# 張樹声
張 樹声（ちょう じゅせい、Zhāng Shùshēng、1824年 - 1884年）は、清朝末期の官僚・軍人。字は振軒。淮軍の将帥。安徽省合肥出身で張樹珊・張樹屏の兄。
稟生であったが弟の張樹珊・張樹屏と共に団練を組織して太平天国軍と戦い、含山、六安、英山、霍山、潜山、無為に出撃した。太湖の戦いでは500人の兵で数万人の陳玉成軍を破り、劉銘伝、周盛波、潘鼎新と連合して安徽省北部を制圧した。また曽国藩の呼びかけに応じて蕪湖を守り、知府に抜擢された。
1862年、李鴻章に従って上海の救援に赴いた。この時李鴻章が淮軍を創設すると劉銘伝と共にその指揮官となった。1864年には常州、湖州を攻略する戦功をあげた。1865年に直隷按察使となり捻軍と戦った。1870年に山西按察使となり、1872年には漕運総督・江蘇巡撫代理に昇進した。1879年に貴州巡撫、広西巡撫を経て両広総督となった。その間、ミャオ族の蜂起を鎮圧している。
1882年、李鴻章が母の死で帰郷すると、直隷総督の代理を務めることとなり、朝鮮で壬午事変が発生すると、呉長慶を派遣して鎮圧した。1883年、再び両広総督に就任。1884年に清仏戦争が発生すると、朝廷に両広総督を辞任して軍務に専念したいと申し出て受理されるが、間もなく病死した。死後、靖達の諡号を贈られた。